# Parlament Tunezji
Parlament Tunezji - główny organ władzy ustawodawczej w Tunezji. Ma charakter bikameralny i składa się z Izby Deputowanych oraz Izby Radców. 
W skład Izby Deputowanych wchodzi 214 członków, wybieranych w wyborach bezpośrednich na pięcioletnią kadencję. Licząca 126 członków Izba Radców powoływana jest na sześć lat, przy czym co trzy lata odnawiana jest połowa składu Izby. Członkowie izby wyższej dzielą się pod względem sposobu powoływania na cztery grupy:
1. wybieranych przez Izbę Deputowanych
2. wybieranych przez kolegium elektorskie, złożone z członków władz lokalnych
3. mianowanych przez prezydenta Tunezji
4. delegowanych przez główną tunezyjską centralę związkową